# Anthony Beilenson
Anthony Charles Beilenson (New Rochelle, Nova Iorque, 26 de outubro de 1932 – Los Angeles, Califórnia, 5 de março de 2017) foi um político norte-americano, membro do Partido Democrata. Foi membro da Câmara dos Representantes dos Estados Unidos pela Califórnia entre 1977 até 1997.
Beilenson foi membro da Assembleia do Estado da Califórnia entre 1963 até 1967, e, em seguida, foi senador estadual entre 1967 até 1976. Um de seus projetos na Assembleia Legislativa do Estado da Califórnia foi a Lei Beilenson, que exige audiências públicas sempre que hospitais planejam reduzir serviços.
Foi membro da Câmara dos Representante dos Estados Unidos pelos distritos 23 e 24 por dez mandatos. Atuou no Congresso dos Estados Unidos até a sua aposentadoria, em 1997. Como representante, foi membro do Comitê de Regras e presidiu o Comitê de Inteligência.
Beilenson morreu aos 84 anos em sua casa no bairro Westwood em Los Angeles, em 5 de março de 2017, depois de sofrer um ataque cardíaco.